# Моташовка
Моташовка (укр. Моташівка) — село в Луцкой городской общине Луцкого района Волынской области Украины.
Код КОАТУУ — 0722883706. Население по переписи 2001 года составляет 25 человек. Почтовый индекс — 45633. Телефонный код — 332. Занимает площадь 0,15 км².